# Serra de l'Arguenya
La serra de l'Arguenya és una alineació muntanyosa del sector bètic valencià, entre els municipis de Castalla (l'Alcoià), Saix i Petrer (l'Alt Vinalopó).
Amb una altura màxima de 1.228 metres sobre el nivell de la mar, al cim de la Replana, la serra de l'Arguenya se situa a la divisòria entre la Foia de Castalla a l'est i la vall del Vinalopó a l'oest. Amb una disposició de sud-oest a nord-est, s'emmarca al sector prebètic valèncià i més concretament a l'àrea dominada pel massís del Maigmó (1.296 m) del qual és considerada un contrafort. La serra de l'Arguenya és, per tant, una unitat més d'este conjunt i es troba envoltada d'altres serres com ara la de Castalla al sud o la serra del Cavall al sud-oest. Al nord es troba la serra de la Peñarrubia (ja fora del conjunt) separada de l'Alguenya pel corredor Saix-Castalla.
A més de la Replana (1.228 m) destaquen altres altures com les Penyes del Quixal (1.195 m), la Penya de l'Àguila (1.052 m) o la Penya dels Col·legials (1.051 m), que culmina la muntanya del Xocolate, ja en terme de Petrer.
La serra de l'Alguenya forma part de l'àrea protegida sota la figura de Lloc d'importància comunitària (LIC) de la Xarxa Natura 2000 en l'anomenat LIC del Maigmó i les serres de la foia de Castalla. A escala autonòmica la Generalitat Valenciana també va protegir aquest paratge en el conjunt del Paisatge protegit de la Serra del Maigmó i la Serra del Sit.